# Platanillo, Amatenango de la Frontera
Platanillo är en ort i Mexiko.   Den ligger i kommunen Amatenango de la Frontera och delstaten Chiapas, i den sydöstra delen av landet, 900 km sydost om huvudstaden Mexico City. Platanillo ligger 1 617 meter över havet och antalet invånare är 153.
Terrängen runt Platanillo är mycket bergig, och sluttar västerut. Runt Platanillo är det ganska tätbefolkat, med 108 invånare per kvadratkilometer. Närmaste större samhälle är El Porvenir de Velasco Suárez, 19,9 km väster om Platanillo. I omgivningarna runt Platanillo växer huvudsakligen savannskog.